# 한상국 (원주시의원)
한상국(韓相國, 1960년 3월 3일)은 대한민국의 친족 강간범이자 원주시의원이다.

학력은 제5회 전국동시지방선거 후보자 등록서류에 따르면, 상지대학교 법학과 4학년 중퇴이고, 제5대,제6대 원주시의원을 역임하였다.

## 사촌 여동생 성폭행 사건
한상국은 2015년 12월 원주시에서 기혼의 사촌여동생이 있는 청주시로 찾아가, 사촌여동생과 자동차에 타던 도중, 달리던 차안에서 왼손을 피해자의 성적인 부위에 넣어 유사강간하고, 주차된 차안에서 사촌여동생을 성폭행하였다. 피해자 남편측은 한상국이 강간을 하는 장면을 찍어 증거로 제출했다. 2016.07.22 청주지방법원 제12형사부 1심은 징역7년형과 성폭력 치료프로그램 40시간 이수를 판결했으며, 항소심과 대법원 상고심에서 확정되었다. 2017년 4월 7일 대법원에서 확정되었으나, 판결문이 대법원으로부터 원주시의회에 4월 9일까지 통보되지 않았으며, 법원의 판결문 없이 관할 선거관리위원회에 궐원통보를 하는 것은 절차에 어긋난다는 판단으로 궐원통보가 이뤄지지 않아, 대통령 선거와 동시에 실시된 2017년 대한민국 재보궐선거에서 보궐선거가 무산되었다. 재보궐선거 없이 1년여간 의석이 공석으로 남았다.

## 역대 선거
- 제4회 전국동시지방선거
- 제5회 전국동시지방선거